# 동양초등학교 (경북)
동양초등학교(東陽初等學校)는 대한민국 경상북도 봉화군 봉성면 동양리에 있는 공립 초등학교이다.

## 학교 연혁
- 1934년 5월 10일: 봉성공립보통학교 부설 동양간이학교 설립인가, 개교
- 1943년 6월 5일: 동양공립국민학교 승격 개교
- 1970년 3월 16일: 금봉분교장 개교
- 1972년 11월 18일: 우곡분교장 개교
- 1983년 2월 28일: 금봉분교장 폐교
- 2001년 2월 28일: 우곡분교장 폐교

## 참고 자료
- 동양초등학교 - 한국교육학술정보원 학교알리미